# Bokermannohyla gouveai
Bokermannohyla gouveai é uma espécie de anfíbio da família Hylidae. Endêmica do Brasil, pode ser encontrada na Serra da Mantiqueira (Parque Nacional de Itatiaia) no estado do Rio de Janeiro.